# Pseudomys gouldii
Espèce
Statut de conservation UICN

 EX  : Éteint
Pseudomys gouldii ou Souris de Gould est une espèce de rongeur de la famille des Muridés. Cette a été déclarée officiellement éteinte en 1990 par l'UICN, ayant été collectée pour la dernière fois en 1856-1857 par John Gilbert pour John Gould, et n'ayant pas été aperçu depuis pendant plus de 150 ans malgré plusieurs études de la région. 
Mais cette espèce n'est en réalité pas éteinte : une étude génétique de 2021 indique que l'espèce survit sur de petites îles dans la baie Shark (dont l'île Dirk Hartog) au large des côtes de l'Australie occidentale, dans des populations qui étaient autrefois considérées comme une autre espèce connue sous le nom de djoongari.